# Guido Bentivoglio

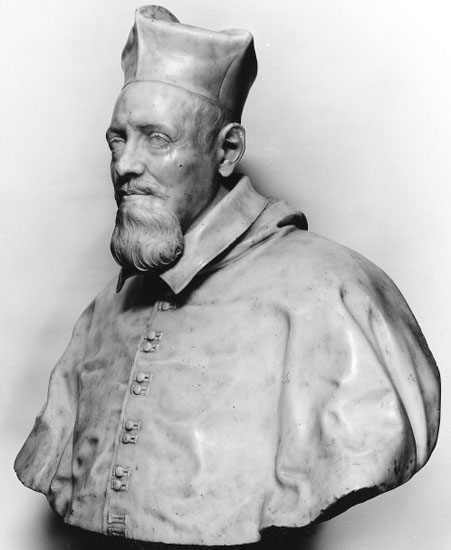
Guido Bentivoglio, byst av François Duquesnoy.

Guido Bentivoglio, född den 4 oktober 1579 i Ferrara, död den 7 september 1644 i Rom, var en italiensk kardinal.
Bentivoglio var påvlig nuntie i Flandern och sedan i Frankrike. Han är känd som författare till Storia delle guerre di Fiandra (1632–39), som på ett sanningsenligt och jämförelsevis opartiskt sätt skildrar Nederländernas uppror.